# Jaroslav Soukup
Jaroslav Soukup (n. 12 iulie 1982, Jičín, Republica Socialistă Cehă, Cehoslovacia) este un biatlonist ce a reprezentat Cehia, medaliat olimpic. A participat la trei ediții ale Jocurilor Olimpice (2010, 2014, 2018) în care a câștigat o medalie de argint și o medalie de bronz.